# Diari per als meus fills
Diari per als meus fills (originalment en hongarès, Napló gyermekeimnek) és una pel·lícula hongaresa de 1984 escrita i dirigida per la cineasta Márta Mészáros. És la primera entrega d'una trilogia completada amb Napló szerelmeimnek (Diari pels meus amors, 1987) i Napló apámnak, anyámnak (Diari per la meva mare i pare). S'ha subtitulat al català.
La pel·lícula de la cineasta hongaresa va ser rebutjada al seu país natal per la censura comunista i va restar arxivada durant més d'una dècada. A l'estranger, per contra, la pel·lícula va tenir una millor acollida: el 1984 va guanyar el Gran Premi del Jurat del festival de Canes i, tres anys més tard, Márta Mészáros es va convertir en la primera guanyadora femenina d'un Os de Plata del Festival de Berlín, al rebre una distinció extraordinària pels seus mèrits com a directora.

## Argument
Ambientada en els anys 1947-1953, la semiautobiogràfica pel·lícula tracta sobre el retorn de Juli a Budapest després de la mort dels seus pares, exiliats a l'URSS.
L'adolescent orfe d'origen hongarès és acollida pel seu avi i Magda, una revolucionària del Partit Comunista que esdevé la seva mare adoptiva. Això no obstant, turbada per les ferides del passat, Juli s'aïlla i rebutga l'autoritat de Magda, la qual associa amb la repressió estalinista que ara veu instal·lada a la seva nova llar.
La relació entre Juli i la seva mare adoptiva es va deteriorant a mesura que Magda escala posicions dintre del partit i acumula més poder alhora que va perdent la seva pròpia identitat. Quan la minvada relació entre mare i filla es trenca per complet, la desemparada Juli s'adreça a János, un antic aliat polític de Magda que s'ha allunyat del partit i viu amb el seu paralític fill András.
La tensa situació política que viu el país, amb la ruptura entre Iugoslàvia i l'URSS com a teló de rerefons, fa que el Partit vegi enemics per tot arreu i sota aquest clima de permanent amenaça János és empresonat sense que Magda intenti utilitzar el seu poder per defensar al seu vell amic, a qui ara veu com un obstacle que pertorba la seva relació amb Juli.
La repressió estalinista que s'ha acabat cobrant János com a nova víctima fa a Juli més comprensiva amb l'actitud submisa de Magda, permanentment sacrificada a la voluntat del partit comunista. Això no obstant, aquesta constatació no és suficient per redreçar la seva malmesa relació.

## Contextualització històrica
Igual que la jove protagonista de la pel·lícula, el 1936 Márta Mészáros -amb només 5 anys- va emigrar també a la Unió Soviètica acompanyada del seu pare, un escultor que més tard seria arrestat i oficialment desaparegut. La pel·lícula relata la traumàtica infantesa de la cineasta, en forma d'un dietari destinat als seus fills. El punyent diari analitza la societat comunista d'Hongria i critica el sistema polític mitjançant el punt de vista d'una nena confrontada a una societat viciada pel poder i la cobdícia.

## Repartiment
- Zsuzsa Czinkóczi - Juli
- Anna Polony - Magda,
- Jan Nowicki - János
- Mari Szemes - àvia
- Pál Zolnay - avi
- Ildikó Bánsági - mare de Juli
- Éva Szabó - Ilonka, criada de Magda
- Tamás Tóth - fill paralític de János